# 20 groszy 1949

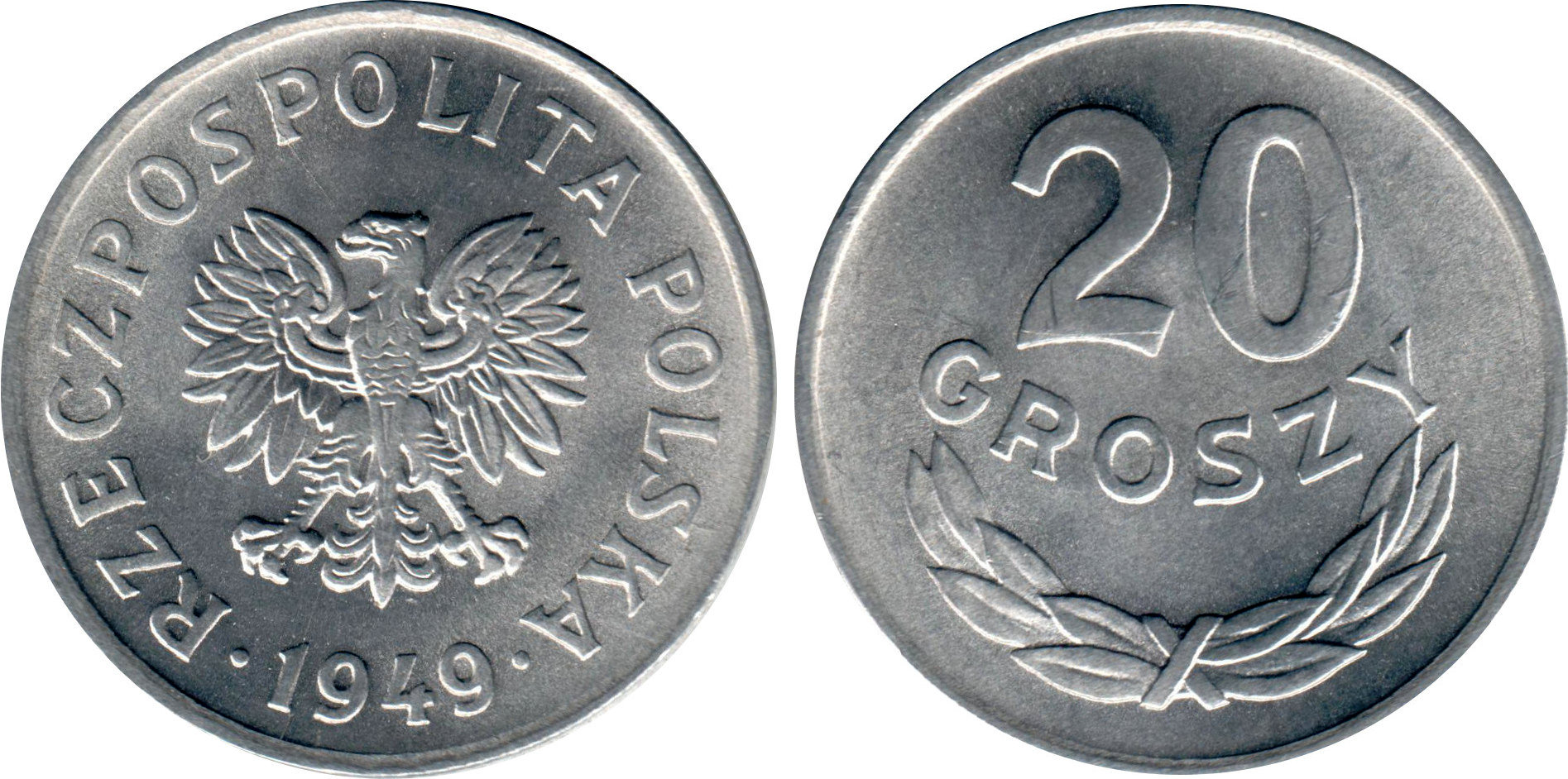
Odmiana w alupolonie

20 groszy 1949 – moneta dwudziestogroszowa, bita w miedzioniklu i alupolonie. Odmiana w miedzioniklu wprowadzona do obiegu w dniu reformy walutowej z 30 października 1950 r., zarządzeniem z 14 lutego 1951 r. (M.P. z 1951 r. nr 14, poz. 196), odmiana w alupolonie 26 września 1956 r. zarządzeniem Ministra Finansów z 12 września 1956 r. (M.P. z 1956 r. nr 80, poz. 963). Moneta została wycofana z obiegu z dniem denominacji 1 stycznia 1995 r. zarządzeniem prezesa Narodowego Banku Polskiego z 18 listopada 1994 r. (M.P. z 1994 r. nr 61, poz. 541).
Na monecie nie ma umieszczonego znaku mennicy.

## Awers
W centralnym punkcie umieszczono godło – orła bez korony, poniżej rok „1949", dookoła napis „RZECZPOSPOLITA POLSKA” (nazwa państwa obowiązująca do 1952 roku).

## Rewers
Na tej stronie monety znajdują się cyfry „20", poniżej napis „GROSZY” wygięty w formę łuku, pod spodem, również w formie łuku, gałązka laurowa przepasana wstążką.

## Nakład
Moneta została wybita z rantem gładkim na krążku o średnicy 20 mm, masie 3 gramów (miedzionikiel) oraz 1 gram (alupolon). Projektantami byli:
- Andrej Peter (awers) oraz
- Josef Koreň i Anton Hám (rewers).

Odmianę w miedzioniklu wybito w 1949 r. w liczbie 133 383 000 sztuk w Kremnicy. Odmianę w alupolonie wybito w 1956 r. w Mennicy Państwowej w Warszawie w liczbie 197 471 950 sztuk.

## Opis
Średnica monety jest identyczna ze średnicą dwudziestogroszówki z 1923 roku bitej w okresie II Rzeczypospolitej i Generalnego Gubernatorstwa. Masa odmiany miedzioniklowej jest identyczna z masą dwudziestogroszówki z 1923 roku bitej w okresie II Rzeczypospolitej.
Odmiana w alupolonie już w dniu wprowadzania do obiegu miała niepoprawną nazwę państwa – od 1952 r. była to Polska Rzeczpospolita Ludowa.
Od 1957 roku aż do dnia denominacji, w obiegu krążyły obok siebie dwudziestogroszówki z nazwą państwa:
- Rzeczpospolita Polska (1949) oraz
- Polska Rzeczpospolita Ludowa (1957–1985).

## Wersje próbne
Istnieją wersje tej monety należące do serii próbnych w mosiądzu i niklu pierwsza z wklęsłym druga wypukłym napisem „PRÓBA”, wybite w nakładzie 100 i 500 sztuk odpowiednio.